# 고무신
고무신은 고무로 만든 신발의 종류이다.

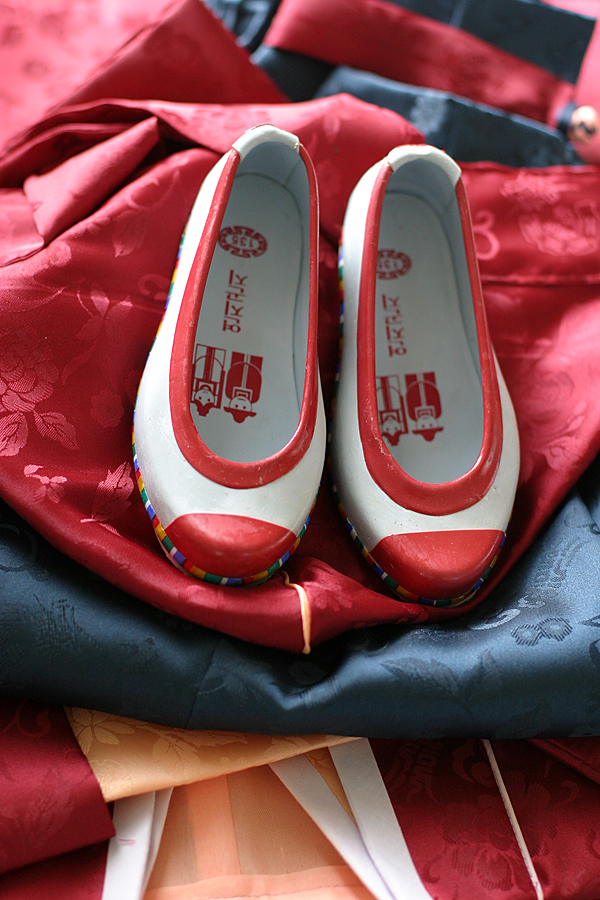
빨간색 고무신의 모습.

조선시대에 신던 갖신이나 당혜를 본따 일제시대부터 널리 신기 시작했다. 대한민국에서도 1960년대까지는 흔히 볼 수 있었으나 현대식 신발에 밀려 현재는 잘 신지 않는다. 불교에서 스님이 신기도 한다. 색깔은 흰색과 검은색이 많으나, 그 외에 다양한 색깔을 입히기도 하였다. 전통적인 신발로 여겨져 한복을 입을 때 자주 사용되는 신발 중의 하나이다.

## 같이 보기
- 한복
- 한국의 의상 목록